# Xymmer
Xymmer (лат.) — род мелких тропических муравьёв рода из подсемейства Amblyoponinae. Известно три вида.

## Этимология
Название рода Xymmer следует рассматривать как имеющее мужской род в соответствии со статьей 30.2.4 Международного кодекса зоологической номенклатуры МКЗН, поскольку это название является анаграммой для латинизированного греческого слова Myrmex («муравей»).

## Описание
Мелкие муравьи (около 3 мм) красновато-коричневого цвета, обитатели наземного подстилочного яруса тропических лесов и саван. Самцы отличаются следующими признаками: лобные кили отсутствуют; передний край наличника плоский, без зубчатых выступов; усики состоят из 13 члеников; мандибулы с одним зубцом, вершина острая или тупая; формула щупиков 3,3/3,2/4,3. Нотаули выражены. Мезэпимера с отчетливой постеродорсальной лопастью (эпимерная лопасть). Средние голени в большинстве случаев без шпоры, у одного вида с одной шпорой. Задние голени с двумя шпорами. С дорсальной стороны отчетливое сужение между петиолем и III брюшным сегментом. IV брюшной сегмент со сращением тергостерна. Претергит IV брюшного сегмента отчетливо дифференцирован от посттергита; их разделяет глубокая поперечная борозда. Пигостили отсутствуют. На переднем крыле птеростигма хорошо развита, радиальный сектор отсутствует между M+Rs и 2r-rs, радиальный сектор достигает костального края, 2r-rs соединен с радиальным сектором позади птеростигмы, 2rs-m присутствует, cu-a в большинстве случаев расположена далеко от соединения media и cubitus, у одного вида расположена близко к соединению. На заднем крыле Sc+R1 и радиус (R1) отсутствуют, 1rs-m отсутствует, media отсутствует апикально к 1rs-m.
Рабочие имеют жвалы, похожие на форму SS, что также наблюдались у рабочих Adetomyrma, Mystrium и Stigmatomma. У Adetomyrma длина мандибулы вторично укорочена; кроме того, большинство нижних зубов объединены с базальными зубцами на жевательном крае и в результате неузнаваемы. Однако, некоторые нижние зубы остаются разделенными на два слоя вдоль дорсальной и вентральной линий. У Mystrium жвалы скручены мезально, так что базальные зубцы расположены вдоль вентрального края жвал; апикальный зуб уменьшен в размере и направлен вентрально; как нижние зубы, так и базальные зубцы уменьшены в размере и увеличены в количестве. У Xymmer как мандибулярные зубы, так и базальные зубцы на жевательном крае различимы и выглядят похожими на те, что можно увидеть у малагасийских Stigmatomma; однако у всех рабочих Xymmer отсутствует большой базальный выступ на мандибуле.

## Систематика
Известно три вида. Типовой вид рода Xymmer muticus был впервые описан в 1914 году под первоначальным названием Stigmatomma (Xymmer) muticum Santschi, 1914. Xymmer был установлен Феликсом Санчи (Santschi, 1914) как монотипический подрод в составе рода Stigmatomma. В 1922 году его статус был повышен до самостоятельного рода (Wheeler 1922). В 1934 году (Clark 1934) статус Xymmer был снова понижен до подрода в составе рода Amblyopone, однако не было сделано уточнение диагностических признаков и обоснования. Позднее Браун (Brown 1949, 1960) рассматривал отличительные признаки Xymmer (уже как младшего синонима в составе подрода Stigmatomma) впервые после оригинального описания Santschi. Браун в то время рассматривал Stigmatomma в качестве младших синонимом родового имени Amblyopone. Таксон Xymmer был восстановлен из синонимии с Amblyopone в качестве отдельного рода в работе Yoshimura & Fisher (2012). В 2016 году был описан второй вид рода Xymmer phungi (Вьетнам), а в 2025 — третий вид Xymmer paniscus (ДРК, Африка).
- Xymmer phungi Satria, Sasaki, Bui, Oguri, Syoji, Fisher, Yamane & Eguchi, 2016 (Вьетнам)
- Xymmer muticus (Santschi, 1914) (Западная Африка)
- Xymmer paniscus Hamer, Gómez & Jocque, 2025 (Экваториальная Африка)

## Распространение
Тропические районы Юго-Восточной Азии (Вьетнам) и Западной и Экваториальной Африки